# Воробєй Максим Вікторович
Максим Вікторович Воробєй (нар. 27 лютого 1991, Нікополь, Дніпропетровська область, УРСР) — український футболіст, півзахисник футбольного клубу Металург (З).

## Клубна кар'єра
Вихованець нікопольської футбольної школи «Обрій». З 2005 року навчався в запорізькій СДЮШОР «Металург» в групі В. Трегубова. У 2007 році Максим Воробей, поряд з іншими вихованцями секції «Металурга» 1991 року народження: Сергієм Кривцовим, Євгеном Задоєю, Юрієм Пазюком, Сергієм Довбуном і Артуром Ягмуряном, був включений в заявку команди майстрів другої ліги «Металург-2». У дорослому футболі дебютував 10 квітня того ж року в грі проти «Іллічівця-2», провівши на полі всі 90 хвилин матчу.
13 липня 2007 року вперше був внесений в заявку на матч Прем'єр-ліги в складі основної команди «Металурга», але на поле вийшов лише через півтора року. Дебют Максима в Прем'єр-лізі відбувся 15 березня 2009 року в Запоріжжі на стадіоні «Славутич-Арена» в матчі проти «Динамо» (Київ). За рахунку 1:3 головний тренер господарів Олег Лутков, змирившись з поразкою, на останні п'ять хвилин випустив Воробья замість Володимира Польового. Наступного разу на поле в складі запоріжців Максим Воробей вийшов в останньому турі сезону 2008/09 років в гостьовому матчі проти одеського «Чорноморця». На 40-ій хвилині матчу вісімнадцятирічний футболіст замінив сербського легіонера «Металурга» Николу Василевича. Цей матч став останнім для Максима в складі запоріжців. Після зміни тренерського складу Максим лише тричі за наступні два сезони потрапляв в заявку на матч, граючи в основному в молодіжній першості (всього в період 2007-2012 років - 85 матчів). Влітку 2012 року Максим покинув Запоріжжя.
Продовжив кар'єру в аматорських командах Дніпропетровської області ВПК-«АГРО» (Магдалинівка) та ФК «Нікополь».

## Кар'єра в збірній
Виступав за юнацькі збірні України 1991 року народження під керівництвом Анатолія Бузника. У складі збірної України (U-18) виступав на міжнародному турнірі юнацьких збірних Slovakia Cup - 2009, брав участь у відборі Євро-2010 (U-19).